# Dolliver, Iowa
Dolliver är en ort i Emmet County i delstaten Iowa, USA. Enligt folkräkningen år 2000 bor 77 personer på orten. Orten är uppkallad efter senator Jonathan P. Dolliver.